# Thomas Brennan (Politiker)
Thomas Brennan (* 1886; † 22. Januar 1953) war ein irischer Politiker der Fianna Fáil. Er war von 1944 bis zu seinem Tod 1953 Teachta Dála (Abgeordneter) im Dáil Éireann, dem Unterhaus des irischen Parlaments (Oireachtas). 

## Biografie
Brennan trat 1917 den Irish Volunteers bei. Während des irischen Unabhängigkeitskriegs war er Kommandant des 4. Bataillons der IRA-Brigade von Nordwexford. Er schlug sich auf die Seite der Gegner des anglo-irischen Vertrages und kämpfte im irischen Bürgerkrieg gegen die irischen Streitkräfte in den Countys Wexford und Wicklow. Ende Juli 1922 wurde er verhaftet und im März 1924 freigelassen.
Brennan betätigte sich als Bauunternehmer. Bei den Wahlen 1943 versuchte er, für den Wahlkreis Wicklow in den Dáil gewählt zu werden. Dies gelang ihm aber nicht. Erst bei den Wahlen 1944 war er dann erfolgreich. Den Sitz konnte er bei den Wahlen 1948 und 1951 verteidigen. Er verstarb im Amt. 
Thomas Brennan war seit 1937 mit Sarah Quinn verheiratet. Mit ihr hatte er neun Kinder, darunter Paudge Brennan. 